# 圣马里亚德尔坎波鲁斯
圣马里亚德尔坎波鲁斯，是西班牙卡斯蒂利亚-拉曼恰昆卡省的一个市镇。总面积94平方公里，总人口773人（2001年），人口密度8人/平方公里。